# Србијанци
Србијанци је појам који у српском језику има значење општег демонимског, односно политонимског назива за становнике, односно држављане Србије, независно од њихове етничке, језичке, верске или било које друге припадности. Именица Србијанци изводи се из именице Србија и семантички се непосредно везује за одговарајуће значење појма Србија. Током историје, основни семантички склоп појма Србијанци развијао се и обликовао према одговарајућим променама у геополитичком значењу матичног појма Србија. У оквирима српске лингвистике, сложена питања о употреби и значењу именице Србијанци и придева србијански разматрана су од стране најистакнутијих српских стручњака за језик.
Основно значење појма Србијанци усталило се током 19. века, након стварања устаничке Србије (1804-1813). Почевши од тог времена, појам Србијанци је ушао у ширу употребу као општи термин за означавање становника, односно држављана Кнежевине Србије (1815-1882), односно Краљевине Србије (1882-1918). У исто време, појам Старосрбијанци је употребљаван за означавање становника тада још увек неослобођене Старе Србије (Рашка, Косово, Метохија). Пошто је све до 1918. године био примарно везиван за државно подручје дотадашње Србије, појам Србијанци се и данас повремено користи у суженом значењу, као назив за становнике уже, односно средишње Србије. У суседним државама, првенствено у Босни и Херцеговини, Хрватској и Црној Гори, под појмом Србијанци се по правилу подразумевају становници Србије у целини. Поједини критичари савремене употребе термина сматрају да је термин увредљив и да његова употреба у појединим суседним државама има за циљ наглашавање разлика између Срба и Србије и Срба из других бивших југословенских република. Појам носи и пејоративно значење.

## Историја
Појам Србијанци се почео шире употребљавати током прве половине 19. века. Симеон Пишчевић је у својој Историји српског народа из 1795. записао да су Србе из Старе Србије, који би доселили на позив царице Марије Терезије, звали Србијанци. У Летопису Матице српске из 1832. године, према тадашњем правопису, појављује у облику "Сербіянцы". Матија Ненадовић наводи овај термин у својим Мемоарима (србијански официри). Српски књижевник Сима Милутиновић Сарајлија је 1826. године своју чувену збирку песама објавио под насловом Сербианка. Српски песник Бранко Радичевић је 1844. године испевао чувене стихове: "Србијанче, огњу живи, ко се теби још не диви!". Вук Стефановић Караџић је у издању „Српског рјечника“ из 1852. године забележио да се појам Србијанац односи на човека из Србије, уз назнаку:  , односно „неко из Србије“ и са напоменом која је указивала на употребу тог појма у тадашњој Војводини.
Једну од првих геополитичких дефиниција појма Србијанци дао је Јован Суботић, који је 1839. године указао на опште, односно демонимско значење тог појма. У склопу теоријског разматрања о концепту Велике Србије, овај српски књижевник је издигао србијанске одреднице изнад геополитичког оквира тадашње Кнежевине Србије, уз напомену да би се сви становници замишљене "Велике Србије" могли по општем имену "отачаства" називати Србијанцима, с тим што би сваки народ у оквирима те државе, почевши од самих Срба, задржао и своје народно, односно етничко име. Указујући на народно јединство Срба у Угарској и Срба у Србији, Јован Суботић је према тадашњој политичкој подели прве означавао као угарске Србе, а друге као србијанске Србе, што представља један од најранијих примера за употребу тог израза. Поменути пример сведочи да је израз србијански Срби већ у то време имао своје јасно значење: Срби из Србије.
Српски правник и књижевник Јевстатије Михајловић је 1843. године нагласио да Срби поред свог општенародног имена, према областима у којима живе употребљавају и разна пределна имена, односно регионалне називе, међу којима је поменуо и обласне појмове: Славонци, Србијанци, Бошњаци, Црногорци.
На сличан начин, у Летопису Матице српске из 1845. године, општи називи за становнике разних области се помињу у својим изворним, односно демонимским значењима: "Бошняацы, Херцеговцы, ... независими Црногорцы, и Сербіянцы у садашнѣмъ Княжеству Сербскомъ". У тадашњој српској литератури и публицистици, појам Србијанци је био уобичајен и око његовог значења није било забуне. У то време, Срби су били територијално подељени на оне који су живели у ослобођеној Србији, које су остали називали Србијанцима, и оне који су живели ван граница те Србије (Старосрбијанци у Османском царству, Пречани у Аустроугарској и Црногорци у Црној Гори). Српски филолог Иван Клајн је тим поводом напоменуо: „Тако је било поготово у 19. веку, када нико, рецимо, није порицао да су Црногорци Срби, па је створен израз „Србијанац”, да би се разликовао по географском пореклу”.
Појам Србијанци је имао посебно место у српској политичкој терминологији, поготово у равни односа између две српске државе, Србије и Црне Горе, пошто је омогућавао да се под окриљем општенародног етнонима Срби употребљавају и посебни регионални називи за Србе-Србијанце (Србе из Србије) и Србе-Црногорце (Србе из Црне Горе), чиме се стављало до знања да етнички појам Србин стоји изнад регионалних назива Србијанац и Црногорац. На то питање је обраћена посебна пажња у историографији и публицистици, тако да српски аутори у склопу излагања о тадашњим односима две српске државе, Србије и Црне Горе, по правилу употребљавају израз „србијанско-црногорски” односи.
Први спор око употребе придева „српски“ или „србијански“ потиче из 1882. године, када је Кнежевина Србија проглашена за краљевину, а кнез Милан Обреновић за краља Србије. У широј јавности, како у самој Србији тако и изван ње, новопроглашени краљ Србије је често помињан и као „српски“ краљ, што је имало и посебан општесрпски, а самим тим и политички призвук. Убрзо након проглашења, краљ Милан је из Беча добио захтев у коме Аустроугарска, која је признала проглашење краљевине, истиче да владар Србије не може бити „српски“ краљ у општем смислу, већ само „србијански“ краљ, односно „краљ Србије“, што је и био званични владарски наслов. Таквим инсистирањем Беча на употреби територијалне, а не етничке одреднице, наглашавало се да Краљевина Србија нема јурисдикцију над Србима изван Србије. Аустроугарска монархија је себе сматрала домовином Срба пречана, па је израз „српски“ доживљавала као одраз претензија Србије на све Србе.
Додатне забуне око значења и употребе овог појма покушали су да створе поједини хрватски лингвисти, те је тако Ватрослав Рожић 1905. године писао: „Човјеку из Србије велимо: Србијанац, што не ће бити чисто народнога постања, и ако се тако опћено говори и пише; било би можда боље: Србијац или Србљанин (с наст. јанин); у народним пјесмама находи се плурални облик Србљи (генет. Србаља); мјесто: Србијац, Србљанин није добро рећи: Србин, јер је то народно име и не значи човјека из краљевине Србије”. Ова вештачка домишљања нису успела да унесу прижељкивану забуну у појмовне односе у српском језику. Стога је у неким политички круговима након 1918. године форсиран појам "Србијанштина" у погрдном значењу које се односило на наводно српско настојање да се новостворена Краљевина СХС/Југославија претвори у Велику Србију.
Насупрот томе, лингвиста Егон Фекете је поводом употребе појма Србијанци и придева србијански закључио: „Уместо придева српски може се употребити и придев србијански. Први има шире значење и националну конотацију, док се у другом случају ради о територијалном одређење па се придев србијански везује за Србију. Као што сви Срби нису Србијанци тако ни сви Србијанци (грађани Србије) нису Срби”.
У пропагандној књизи црногорских емиграната-зеленаша из 1921. године, под насловом Неколико страница из крвавог албума Карађорђевића, ни на једном месту се не спомињу Срби и Црногорци као два посебна народа, него само Србијанци и Црногорци, као становници Србије, односно Црне Горе. Делфа Иванић је писала о градњи зграде Друштва Свети Сава и записала је да је при постављању камена темељца певало певачко друштво старо-Србијанаца и Македонаца, за време службе, а после су певали још неколико јужносрбијанских песама.

## Данашња употреба
Након распада Југославије, питање о значењу и употреби појма Србијанци и придева србијански постало је предмет разних полемика, како лингвистичких, тако и политичких. Те полемике се по правилу воде у две равни, од којих се прва односи на питање о употреби тог појма у српском језику, док се друга раван односи на питање о употреби тог појма у неким сродним језицима. Медији на хрватском и бошњачком језику често користе поменуте појмове не само у функцији означавања разних ствари које су у вези са државом Србијом у целини, што није спорно, већ и у функцији свођења србијанских одредница на оквире уже Србије, без Војводине и Косова и Метохије, као и у функцији подвлачења разлике између Срба у Србији и Срба у Хрватској, односно Босни и Херцеговини, што се међу Србима у тим земљама доживљава као покушај вештачког подвајања српског народа. У делу српске јавности, таква употреба србијанских одредница схваћена је чак и као покушај промене српског националног имена.
На другој страни, у публицистици и медијима етничких Црногораца, употреба појма Србијанци и придева србијански се избегава у одређеним контекстима, те се тако не говори о "црногорско-србијанским" односима као односима између Црне Горе и Србије, већ се употребљава израз "црногорско-српски" односи, чиме се жели нагласити да је црногорство одвојено од српства, односно да су Црногорци различити од Срба.
Тенденциозна употреба србијанских одредница у медијима на сродним језицима у окружењу, изазвала је не само незадовољство у делу српске јавности већ је довела и до неких необичних последица у виду оспоравања поменутих појмова од стране појединих српских публициста и других јавних личности. У том смислу, појам Србијанци се понекад оспорава као наводно "стран" српском језику, а неки га сматрају и увредљивим. У делу јавности се отворено оспорава употреба србијанских одредница за подручје Србије у целини, уз инсистирање на њиховом свођењу у оквире уже, односно централне Србије, без Војводине и Косова и Метохије. Такви и слични ставови су у другом делу српске јавности означени као последица недовољног познавања историјских и језичких питања.

Хрватски медији као и многи црногорски Срби користе придев србијански. Овај назив избегавају становници Црне Горе који се осећају као Црногорци у етничком смислу којима погодује да се говори о Србима и Црногорцима а не о Србијанцима и Црногорцима, јер по томе називању испада да Црногорци нису Срби. У Србији се овај назив скоро не користи па тако и у новинама српске патријаршије Православље можемо наћи текстове оваквог садржаја:
Првојерарх Српски је тада дошао да захвали црногорском народу на великој помоћи коју су учинили братском, српском народу који је грцао под теретом страшних мајских поплава.
 или оваквог:
Након парастоса на Газиместану певале су се..., али и химна литија у Црној Гори Не дамо светиње чиме је показано јединство српског и црногорског народа у борби против дискриминаторског Закона о слободи вероисповести.
Социолог Зоран Аврамовић сматра да је прекрштавање српског националног имена мотивисано да се од Срба конструишу нације другачије од Србијанаца. Он сматра да се употребом термина Србијанац, који сматра увредљивим, ради на планском форсирању разлика између Срба у Србији и Срба у другим крајевима.